# L'anniversario (romanzo)
L'anniversario è un romanzo dello scrittore italiano Andrea Bajani, pubblicato nel 2025.

## Storia editoriale
Nel 2025 il libro ha vinto il Premio Strega Giovani e il Premio Strega. È stato presentato da Emanuele Trevi.

## Trama
Il romanzo si apre nel giorno che segna il decimo anniversario dell'ultima volta in cui il protagonista ha visto i suoi genitori. Dieci anni prima ha scelto di interrompere ogni contatto con la famiglia d'origine, trasferendosi all'estero e cambiando numero di telefono, in un gesto radicale e silenzioso di liberazione personale. Questa decisione non nasce da un evento traumatico specifico, ma da un accumulo di sofferenze e dinamiche familiari oppressive che il protagonista non è più disposto a tollerare.
Attraverso un monologo interiore, il protagonista ripercorre la propria infanzia e adolescenza, segnate dalla figura di un padre autoritario e manipolatore, e da una madre sottomessa e silenziosa. 
Il romanzo esplora temi come il diritto alla fuga, la liberazione dal senso di colpa filiale e la possibilità di autodeterminazione. La narrazione, pur mantenendo un tono sobrio e misurato, mette in discussione il modello familiare tradizionale e il patriarcato, offrendo una riflessione profonda sulla possibilità di recidere i legami familiari quando questi diventano fonte di sofferenza.

## Edizioni
- Andrea Bajani, L'anniversario, Feltrinelli, Milano 2025 ISBN 978-88-07-03642-2